# Slocan Lake
Slocan Lake är en sjö i Kanada.   Den ligger i provinsen British Columbia, i den södra delen av landet, 3 100 km väster om huvudstaden Ottawa. Slocan Lake ligger 540 meter över havet. Arean är 68 kvadratkilometer. Den sträcker sig 35,9 kilometer i nord-sydlig riktning, och 9,5 kilometer i öst-västlig riktning.
Följande samhällen ligger vid Slocan Lake:
- New Denver (504 invånare)
- Slocan (296 invånare)
- Silverton (195 invånare)

I omgivningarna runt Slocan Lake växer i huvudsak barrskog. Trakten runt Slocan Lake är nära nog obefolkad, med mindre än två invånare per kvadratkilometer.